# فری‌دسکتاپ.اورگ
فری‌دسکتاپ.اورگ (به انگلیسی: freedesktop.org) با گروه دسکتاپ اکس (به انگلیسی: X Desktop Group (XDG)) پروژه‌ای برای کار روی همگام‌سازی و هم‌کنش‌پذیری محیط‌های رومیزی نرم‌افزار آزاد برای سامانه پنجره اکس و وی‌لند بر روی لینوکس و دیگر سیستم‌عامل‌های شبه‌یونیکس است. فری‌دسکتاپ.اورگ یک بدنه رسمی برای استانداردسازی نیست اما مشخصات فنی‌ای برای هم‌کنش‌پذیری تدوین می‌کند.
این پروژه در مارس ۲۰۰۰ توسط هویک پنینگتون، یک توسعه‌دهنده گنوم که برای رد هت کار می‌کرد، تأسیس شد. پروژه‌های رومیزی متن‌باز مبتنی بر اکس، مانند گنوم، کی‌دی‌ئی پلاسما، و Xfce، با پروژه فری‌دسکتاپ.اورگ همکاری می‌کنند. در سال ۲۰۰۶، این پروژه پورتلند ۱٫۰ (xdg-utils) را منتشر کرد که مجموعه ای از رابط‌های رایج برای محیط‌های رومیزی بود. فری‌دسکتاپ.اورگ در سال ۲۰۱۹ به بنیاد اکس. اورگ پیوست. برخی از سرورهای پروژه توسط دانشگاه ایالتی پورتلند میزبانی می‌شوند.

## اهداف پروژه
هدف این پروژه این است که مسائل هم‌کنش‌پذیری را خیلی زودتر در فرایند بررسی کند. هدف این پروژه تدوین و ابلاغ استانداردهای رسمی نیست. اهداف بیان شده عبارتند از:
- مشخصات، استانداردها و اسناد موجود مربوط به هم‌کنش‌پذیری دسکتاپ اکس را جمع‌آوری کرده و در یک مکان مرکزی در دسترس قرار دهد.
- توسعه مشخصات و استانداردهای جدید برای به اشتراک گذاشتن بین دسکتاپ‌های اکس.
- استانداردهای اختصاصی دسکتاپ‌ها را در استانداردهای عمومی و گسترده‌تر، مانند استاندارد پایه لینوکس و آی‌سی‌سی‌سی‌ام ادغام کند.
- روی پیاده‌سازی این استانداردها در دسکتاپ‌های خاص اکس کار کنید.
- به عنوان یک انجمن بی‌طرف و خنثی برای به اشتراک گذاری ایده‌ها در مورد فناوری دسکتاپ اکس عمل کند.
- استانداردهای دسکتاپ اکس را به نویسندگان برنامه‌ها، چه تجاری و چه داوطلبانه، تبلیغ کند.
- با توسعه دهندگان هسته‌های آزاد، خود سامانه پنجره اکس، توزیع‌های سیستم عامل‌های آزاد و غیره برای رفع مشکلات مربوط به دسکتاپ‌ها ارتباط برقرار کند.
- خدمت‌هایی چون مخازن منبع (گیت[۸] و سی‌وی‌اس[۹])، میزبانی وب، باگزیلا، فهرست‌های پستی و سایر منابع را برای پروژه‌های نرم‌افزار آزادی که در جهت اهداف فوق کار می‌کنند، ارائه دهد.